# سمینول (آلاباما)
سمینول (به انگلیسی: Seminole) یک منطقهٔ مسکونی در ایالات متحده آمریکا است که در شهرستان بالدوین، آلاباما واقع شده‌است. سمینول ۲۹٫۸۷ متر بالاتر از سطح دریا واقع شده‌است.